# Ochotona forresti
Thỏ cộc Forrest (Ochotona forresti) là một loài động vật có vú thuộc Họ Ochotona của Bộ Thỏ. Chúng được tìm thấy ở Bhutan, Trung Quốc, Ấn Độ và Myanmar. Lông lưng mùa hè và lông bụng có màu sẫm hoặc nâu đen, và lông lưng mùa đông có màu nâu xám, hơi nhạt hơn so với lông bụng. Chúng là loài hầu như ăn cỏ. Chúng được đánh giá bởi sách đỏ IUCN là "chưa được biết đến nhiều" vào năm 1994, khi "gần bị đe dọa" vào năm 1996, và được đánh giá lại vào năm 2008 là một "loài ít quan tâm". Loài này được Thomas mô tả năm 1923.